# Daniele Marques
Daniele Marques (* 2. Dezember 1950 in Aarau) ist ein Schweizer Architekt und Universitätsprofessor.

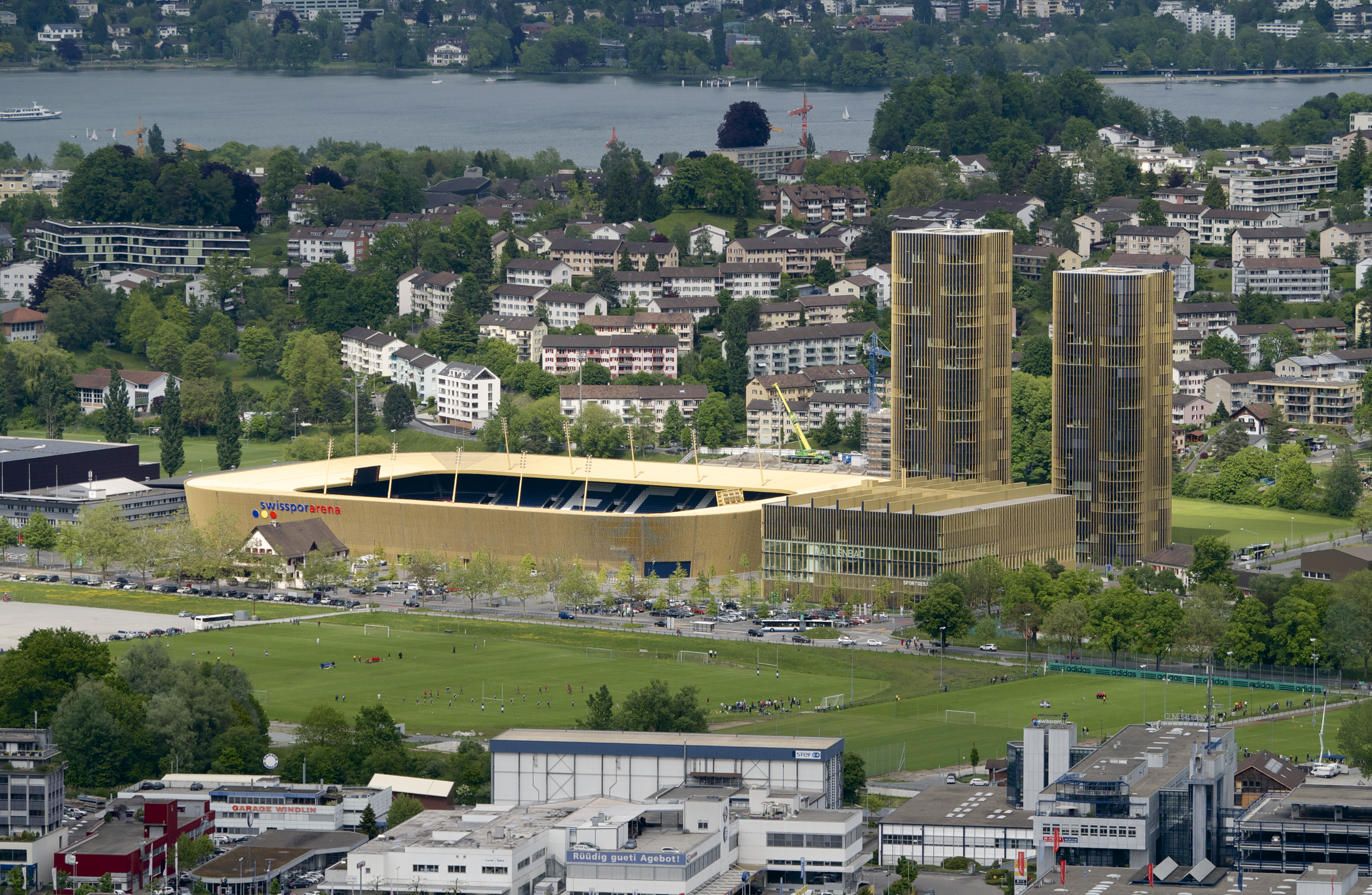
Swissporarena

## Werdegang
Daniele Marques studierte an der ETH in Zürich und diplomierte dort 1976 bei Aldo Rossi und Dolf Schnebli. Anschließend arbeitete er bis 1977 bei Carl Kramer, Hannes Ineichen und Walter H. Schaad in Luzern. Von 1980 bis 1996 arbeitete Marques mit Bruno Zurkirchen zusammen. 1988 wurde er in den BSA berufen und zwischen 1997 und 2004 arbeitete er mit Morger & Degelo zusammen. Seit 2017 arbeitet er in Partnerschaft mit Rainer Schlumpf. Marques lehrte als Assistent an der ETH Zürich (1981–84), als Dozent an der Fachhochschule Zentralschweiz (1987–89), als Gastprofessor an der EPF Lausanne (1993–94), als Gastdozent an der ETH Zürich (1996–97), als Dozent an der Sommerakademie IAAS Basel (1997), als Gastprofessor an der Ecole d’Architecture Strasbourg (1998–99), als Professor an der TU Graz, als Nachfolger von Arno Lederer am Karlsruher Institut für Technologie (2006–16) und als Gastprofessor an der Bauhaus-Universität Weimar (2007). Meinrad Morger trat die Nachfolge von Daniele Marques am KIT an.

## Bauwerke

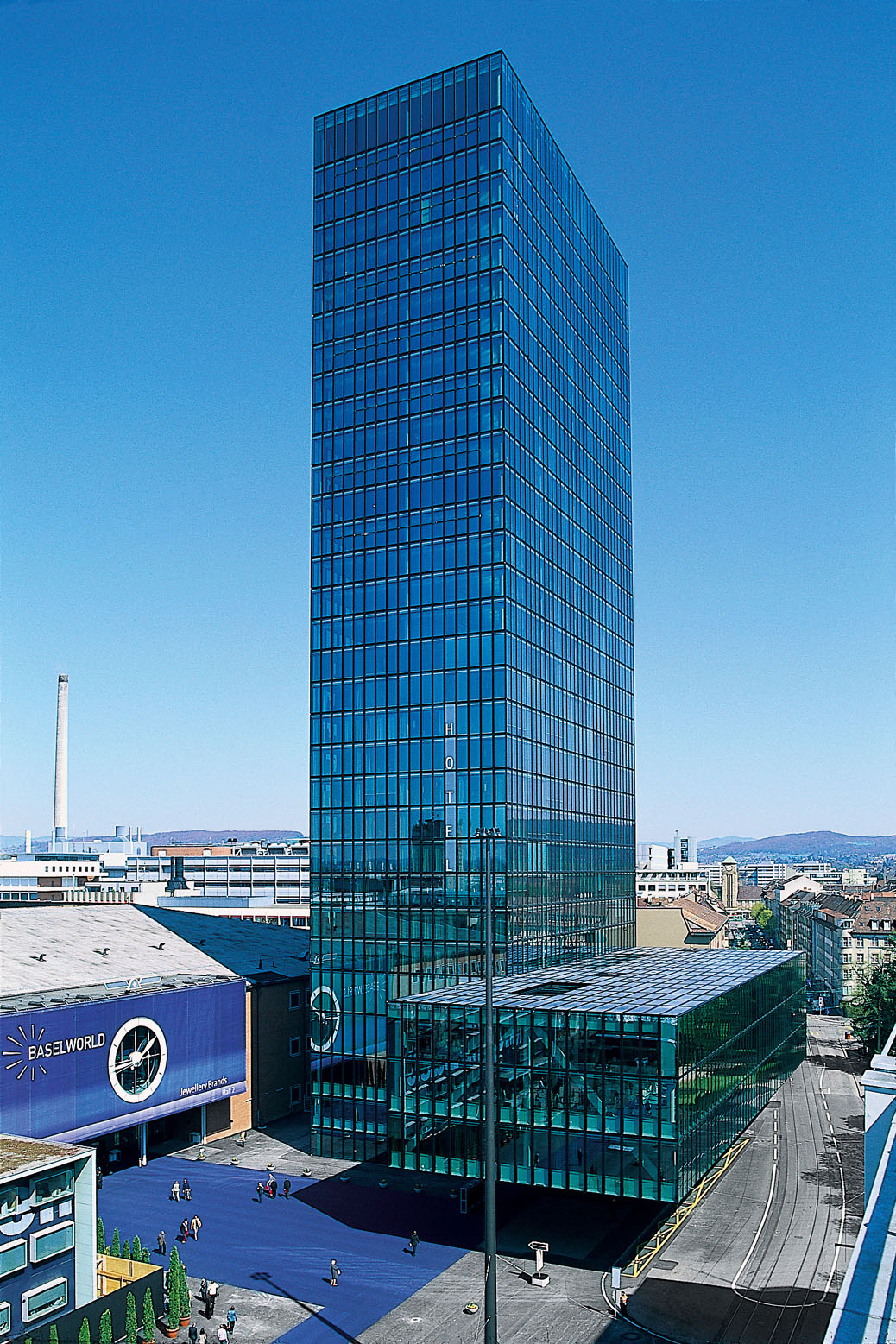
Messeturm

Eine Auswahl von Marques Bauten wurden von Daniel Schwartz, Heinrich Helfenstein und Christian Kerez fotografiert.
- 2021–2023: Neubau Francesco, Luzern
- 2014–2021: Plateaux de Berne, Ostermundigen
- 2017–2020: Campus Dorf Hertenstein, Weggis
- 2016–2020: Eisstadion Davos, Davos
- 2017–2020: Zentrum Cereneo Hertenstein, Weggis
- 2013–2016: Terrassenwohnhäuser, Merlischachen
- 2009–2015: Chateau Gütsch, Gütschbahnen Luzern
- 2011–2015: Überbauung Rotmatt, Meggen
- 2007–2011: Sportarena Allmend, Luzern
- 2009–2010: Weihnachtsbeleuchtung, Seebrücke Luzern
- 2009–2010: Weihnachtsbeleuchtung, Bahnhofstrasse Zürich
- 1999–2006: Schulhaus, Hinter Gärten, Riehen[3]
- 2001–2004: Gemeindekanzlei, Münsterlingen
- 1998–2003: Messeturm, Basel mit Meinrad Morger und Heinrich Degelo
- 1999–2003: Schulhaus Villa Thérèse, Fribourg
- 1994–2001: Frauenklinik, Luzern
- 1990–1997: Marktzentrum Kirchpark, Lustenau mit Merz Kley Partner[4]
- 1994–1996: Umbau Stall, Bergün
- 1994–1996: Haus, Malters
- 1992–1995: Erweiterung Primarschulhaus Dorf, Ruswil[5]
- 1988–1994: Erweiterung Schulhaus, Greppen[6]
- 1992–1993: Haus, Emmenbrücke
- 1990–1993: Erweiterung Schulhaus, Büren
- 1990–1993: Umbau Hotel Rigi-Kulm
- 1984–1985: Haus Blosseggrain, Meggen

## Auszeichnungen und Preise
- 2021: Iconic Awards - Innovative Architecture: Plateaux de Berne (Sieger)
- 2021: Iconic Awards - Innovative Architecture: Eisstadion Davos (Sieger)
- 2021: Iconic Awards - Innovative Architecture: Campus Dorf Hertenstein (Auswahl)
- 2021: Iconic Awards - Innovative Architecture: Zentrum Cereneo Hertenstein (Sieger)
- 2021: Wohnbauten des Jahres 2021 Award Premiumwohnen: Campus Dorf Hertenstein
- 2020: Auszeichnung Gute Bauten Graubünden: Eisstadion Davos
- 2016: Kunst- und Kulturpreis der Stadt Luzern
- 2012: 1. Preis – Häuser des Jahres für Drei Einfamilienhäuser, Luzern
- 2012: AIT Award 2012 - Nomination Global Award for the very best in Interior and Architecture 2012: Kirchenzentrum Franziskus, Uetikon am See
- 2010: Architekturpreis "Farbe•Struktur•Oberfläche 2010" 1. PreisAIT & Caparol, Neubau Kirchenzentrum, Uetikon am See
- 2008: Besondere Nennung – Der beste Umbau für Dachausbau Genferhaus, Luzern
- 2003: Kulturpreis der Innerschweiz
- 1999: Anerkennung – Neues Bauen in den Alpen für Umbau Stall, Bergün
- 1994: Hase in Silber für Schulhaus Greppen

## Ehemalige Mitarbeiter
- Markus Omasreiter
- Patrick Seiler
- Jonas Virsik
- Doris Wälchli
- Markus Breitschmid

## Bücher
- Daniele Marques & Iwan Bühler. Architektonisches Ensemble - Fussballstadion, Sportgebäude und Wohntürme Allmend. Luzern 2013, Quart Verlag ISBN 978-3-03761-053-4 mit Beiträgen von Hubertus Adam, Ueli Zbinden und Stéphane Braune
- Daniele Marques. 2003–2009. Texte von Sylvain Malfroy. 32 De Aedibus, Luzern 2009.
- Daniele Marques. Monographie. Texte von Otto Kapfinger, Hubertus Adam, Ueli Zbinden. Institut für Geschichte und Theorie der Architektur, Zürich 2003.
- Messeturm Basel. Texte von Hubertus Adam. Baden 2003.
- gta Verlag (Hrsg.): Marques & Zurkirchen. gta Verlag ETH Zürich, Zürich 1989, ISBN 3-85676-032-6 mit Beiträgen von Werner Oechslin und Martin Steinmann
- Kristin Feireiss, Architekturforum Aedes (Hrsg.): Marques. Zurkirchen. Ausstellungskatalog, Berlin 1995 mit Beiträgen von Fritz Neumeyer und Arthur Rüegg